# غزو نابولي (1806)
كان غزو نابولي جبهة عسكرية خلال حرب التحالف الثالث في عام 1806، عندما زحف جيش من الإمبراطورية الفرنسية بقيادة المارشال أندريه ماسينا من شمال إيطاليا إلى مملكة نابولي، حليف التحالف ضد فرنسا بقيادة الملك فرديناندو الأول ملك الصقليتين. ألحقت الهزيمة بجيش نابولي في معركة كامبو تينيسي وتفكك بسرعة. كان الغزو ناجحًا بالنتيجة، بالرغم من بعض الإخفاقات، بما في ذلك الحصار الذي دام مطولًا في جيتا، الانتصار الذي حققه الجيش البريطاني في معركة مايدا وحرب العصابات العنيدة التي شنها الفلاحون ضد الفرنسيين. فشل الفرنسيون في تحقيق الانتصار التام، إذ انسحب فرديناند إلى مملكته في صقلية حيث تلقى الحماية من قبل البحرية الملكية وحامية الجيش البريطاني. في عام 1806، عين الإمبراطور نابليون شقيقه جوزيف بونابرت حاكمًا على جنوب إيطاليا.
كان السبب المباشر للغزو خيانة فرديناندو لنابوليون. رغبةً منه في الحفاظ على الاستقرار في جنوب إيطاليا، وقع نابليون وفرديناند اتفاقية تنص على أن الفرنسيين سوف يخلون بوليا. في المقابل، ستحافظ مملكة نابولي على موقفها المحايد فيما يخص حرب التحالف الثالث المقبلة. لحظة مغادرة القوات الفرنسية وقع فرديناند على الاعتراف بشرعية الجيوش البريطانية والروسية في مملكته. في ديسمبر 1805، سحقت جيوش نابليون جيوش النمسا وروسيا. عندما استدعيت القوة الروسية في نابولي، انسحبت القوة البريطانية أيضًا، تاركة مملكة فرديناند عرضة للانتقام الفرنسي.

## خلفية

### إستراتيجية
دفاعًا عن مستعمراته في شمال إيطاليا، احتفظ الإمبراطور نابليون بـ 94000 رجل في جيش إيطاليا في أوائل عام 1805. بلغ تعداد الجيش الرئيسي تحت قيادة المارشال أندريه ماسينا 68000 رجل، وساهمت مملكة إيطاليا المنشقة ب8000 جندي، وقام 18000 جندي بحراسة حدود مملكة نابولي بقيادة الجنرال لوران دي جوفيون سان سير. ومع ذلك، بعد حساب حامية الحصون والمستودعات العسكرية والمرضى، كان 60 ألف جندي فقط متاحين للقتال في الميدان. كان هناك 48000 جندي في الجيش الرئيسي، و 2000 يؤدون وظائف الأمن الداخلي، و 10000 مع سان سير. على الجانب الآخر، كان بإمكان الجيش النمساوي في إيطاليا تحت قيادة الأرشيدوق كارل دوق تيشن نشر 90 ألف رجل. لكن ولأنه كان قلقًا بشأن المجريات في بافاريا، قرر كارل اتباع إستراتيجية حذرة في حملة الخريف.
من بين أمور أخرى، نصت معاهدة أميان لعام 1802 على أن بريطانيا العظمى يجب أن تتخلى عن جزيرة مالطا، بينما يتعين على فرنسا إخلاء مستعمراتها في مملكة نابولي. سرعان ما ندم رجال الدولة البريطانيون على المعاهدة ورفضوا التخلي عن مالطا. وبالتالي، حافظ الجيش الفرنسي على قبضته على بوليا في «كعب» إيطاليا مع موانئها ذات المواقع الإستراتيجية، تارانتو وباري وبرينديزي. بلغ عدد جيش نابولي التابع للملك فرديناندو الأول 22000 جندي فقط. خوفًا من غزو جيش سان سير لملكيته، أبرم الملك اتفاقية مع نابليون للمحافظة على الحياد أثناء حرب التحالف الثالث. أبرمت الاتفاقية ووُقع عليها في فرنسا في 21 سبتمبر 1805 من قبل شارل موريس تاليران. نصت الاتفاقية على قيام مملكة نابولي بفصل جميع الضباط الأجانب من جيشها وعدم السماح بنشر أي قوات أجنبية في أراضيها. في المقابل، وافق الفرنسيون على إخلاء بوليا. صُدّق على المعاهدة في نابولي في 3 أكتوبر.

### الحملات الأنجلو-روسية
بعد إعلامه بشروط المعاهدة والمصادقة عليها، قام سان سير على الفور بإجلاء بوليا وزحف فيلقه شمالًا للانضمام إلى جيش ماسينا في شمال إيطاليا. في نفس الوقت تقريبًا، تراجع فرديناندو والملكة ماريا كارولينا عن المعاهدة واستدعيا غدرًا قوتان من قوات التحالف إلى نابولي. أبحر الفريق جيمس هنري كريج من مالطا بصحبة 7500 جندي بريطاني بينما قاد الجنرال موريس لاسي من غرودنو (1740-1820) 14500 جندي روسي على متن سفينة في كورفو. أعطت سلطة أخرى أعدادًا أقل، 6000 في قوة كريج و 7350 في فيلق لاسي. رسا البريطانيون والروس في نابولي في 20 نوفمبر 1805. بحلول ذلك الوقت، لاحقت جيوش ماسينا جيش الأرشيدوق تشارلز. ما إن حرّك سان سير ثلث قيادته للمساعدة في محاصرة الحامية النمساوية في البندقية، كان هناك 10000 جندي فرنسي إيطالي يحرسون حدود نابولي.
مدعومين بأخبار الانتصار البريطاني في معركة طرف الغار في 21 أكتوبر 1805، أعد كريج ولاسي قواتهما للتقدم في شمال إيطاليا. لقد صُعقوا عندما اكتشفوا أن الجيش النابولي ضعيف إدرايًا وغير قادر على دعم أي حركة هجومية. مع تراجع مجموعة ضخمة من جنود الحلفاء عن دعمها، قرر كريج ولاسي اتخاذ موقف دفاعي وحسب. نشروا قواتهما على الحدود مع البريطانيين خلف نهر غاريليانو، والروس على يمينهم في جبال أبينيني، وقوة صغيرة من نابولي بقيادة الجنرال روجر دي داماس على ساحل البحر الأدرياتيكي في الشرق. دعت مملكة نابولي إلى التجنيد الإجباري لكن الخدمة العسكرية حظيت بسمعة سيئة لدرجة أن تعداد الجيش ازداد بمقدار 6000 جندي فقط. وحتى أن السلطات استخدمت الوسيلة المشبوهة المتمثلة في تجنيد المساجين ضمن الصفوف. في غضون ذلك، هبطت تعزيزات مكونة من 6000 جندي روسي.
أدى انتصار نابليون الساحق في معركة أوسترليتز في 2 ديسمبر 1805 إلى سقوط التحالف الثالث. وعلى الفور تلقى لاسي أمرًا من القيصر ألكسندر الأول بطلب هدنة والانسحاب من نابولي. عندما علم كريج، قرر أن الحل الأمثل هو سحب الكتيبة البريطانية أيضًا. أدت هذه الأحداث إلى حالة من الذعر في حكومة نابولي، لأنها على علم أن المملكة ستواجه الإمبراطور الفرنسي بمفردها قريبًا. لقد فهم الملك أنه قد قام بخيانة نابوليون. في البداية، كان لاسي على استعداد لتفسير تعليماته مع بعض التأويل. ومع ذلك، عندما اقترح الروس اتخاذ موقف دفاعي في كالابريا في «إصبع قدم» إيطاليا، رُفض الاقتراح بوقاحة من قبل البلاط الملكي. بعد الإهانة والرفض الذي تعرض له لاسي، قرر تنفيذ أوامر قيصره بمغادرة نابولي. عرض كريج بدايةً الدفاع عن قلعة جيتا لكن حاكمها الأمير لويس من هيس فيليبستال رفض دخول رجاله. ثم اقترح الجنرال البريطاني السماح له بنشر قواته في ميسينا. لم ترفض حكومة نابولي هذا الاقتراح فحسب، بل ردت بأنه إذا رسا جنوده في صقلية، فسيُعاملون معاملة الأعداء. ومع ذلك، أبحر كريج إلى ميسينا، وذلك بعد أن استهل فيلقه في كاستيلاماري دي ستابيا في 19 يناير 1806. انتظر رجاله هناك في وسائط النقل البحري حتى عاد الملك والملكة إلى رشدهم وسمحوا لهم أن يرسوا في 13 فبراير.